# Premier Mythographe du Vatican
Pour les articles homonymes, voir Second Mythographe du Vatican et Troisième Mythographe du Vatican.
On appelle Premier Mythographe du Vatican l'auteur anonyme d'un manuel médiéval sur les mythologies grecque et romaine, qui survit uniquement dans le manuscrit Reg. lat. 401 conservé au Vatican.
Longtemps considéré comme datant de l'Antiquité tardive, l'ouvrage a probablement été composé entre 875 et 1075. Ce recueil de récits ne comporte pas de prologue. Il contient 232 récits mythologiques regroupés en trois livres. Le premier contient une petite centaine de légendes, classées selon un ordre connu seulement de leur auteur. Le second en regroupe également une centaine. Enfin, le troisième recueille uniquement des mythes romains. Le fabulaire est rédigé dans un latin extrêmement simple.
Les sources principales sont Servius, les Scolies à Stace et les Narrationes fabularum Ovidianarum. Le compilateur ne disposait d’aucune encyclopédie générale, ni d’aucun manuel présentant systématiquement la mythologie antique. Il dut rassembler des matériaux épars. L’œuvre n’est pas achevée. On ne décèle aucune trace de plan. Il s’agit ici sans doute d’un recueil de matériaux, non destiné à être mis en circulation. 
Le même manuscrit comprend aussi les ouvrages du Second et du Troisième Mythographe du Vatican, qui survivent respectivement dans une dizaine de manuscrits et dans 43 manuscrits. Les trois textes ont été publiés intégralement pour la première fois en 1831 par le cardinal Angelo Mai, qui leur a donné le nom sous lesquels ils sont aujourd'hui connus.
Nevio Zorzetti a produit en 1995 dans la Collection des Universités de France une édition scientifique commentée, accompagnée d'une traduction en français par Jacques Berlioz, du Premier Mythographe du Vatican.